# Список птахів Венесуели

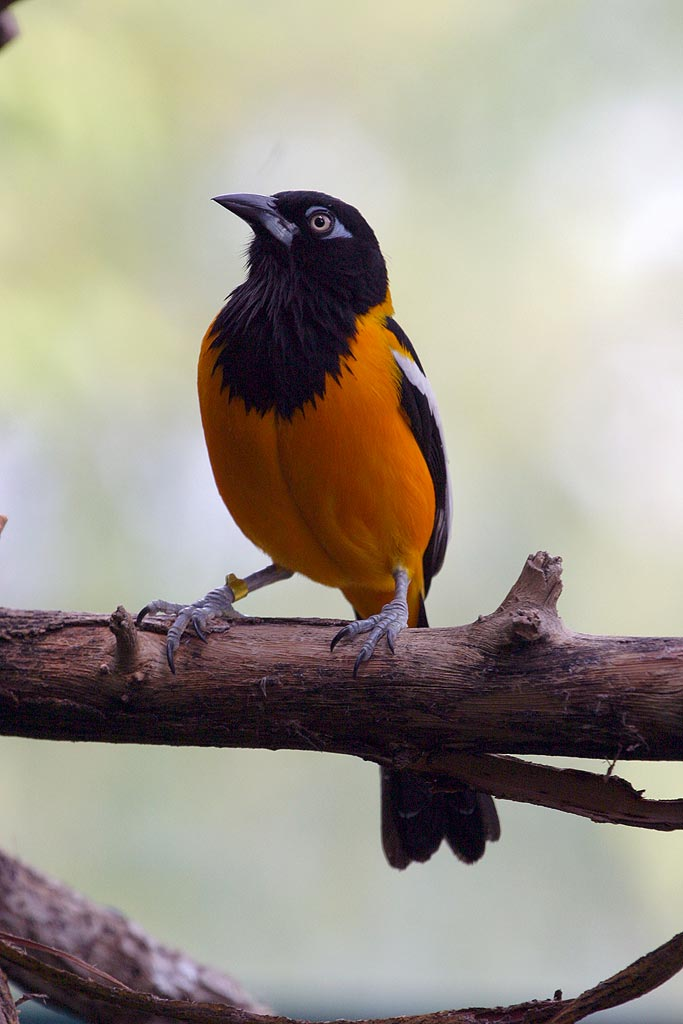
Трупіал венесуельський (Icterus icterus) є національним птахом Венесуели

Це перелік видів птахів, зафіксованих на території Венесуели. Авіфауна Венесуели налічує загалом 1402 види, з яких 47 видів є ендемічними. 6 видів були інтродуковані людьми. 30 видів є рідкісними або випадковими, один вид був знищений на території країни. 21 вид не був зафіксований, однак, імовірно, ці види присутні на території країни.

## Позначки
Наступні теги використані для виділення деяких категорій птахів.
- (V) Випадковий — вид, який рідко або випадково трапляється у Венесуелі
- (Е) Ендемічий — вид, який є ендеміком Венесуели
- (I) Інтродукований — вид, завезений до Венесуели як наслідок, прямих чи непрямих дій людських дій
- (H) Гіпотетичний — не зафіксований вид, який, однак, імовірно, присутній на території Венесуели

## Тинамуподібні(Tinamiformes)
Родина: Тинамові (Tinamidae)
- Тинаму жовтогрудий, Nothocercus julius
- Тинаму бурий, Nothocercus bonapartei
- Тао, Tinamus tao
- Тинаму великий, Tinamus major
- Тинаму білогорлий, Tinamus guttatus
- Татаупа сірий, Crypturellus cinereus
- Татаупа малий, Crypturellus soui
- Татаупа білоокий, Crypturellus ptaritepui (E)
- Татаупа каштановий, Crypturellus obsoletus
- Татаупа блідий, Crypturellus undulatus
- Татаупа сіроногий, Crypturellus duidae
- Татаупа червононогий, Crypturellus erythropus
- Татаупа амазонійський, Crypturellus variegatus
- Татаупа колумбійський, Crypturellus casiquiare

## Гусеподібні(Anseriformes)
Родина: Паламедеєві (Anhimidae)
- Паламедея, Anhima cornuta
- Чайя колумбійська, Chauna chavaria

Родина: Качкові (Anatidae)
- Свистач рудий, Dendrocygna bicolor
- Свистач білоголовий, Dendrocygna viduata
- Свистач червонодзьобий, Dendrocygna autumnalis
- Каргарка гриваста, Neochen jubata
- Качка мускусна, Cairina moschata
- Качка американська, Sarkidiornis sylvicola
- Чирянка бразильська, Amazonetta brasiliensis
- Качка андійська, Merganetta armata
- Широконіска північна, Spatula clypeata
- Чирянка блакитнокрила, Spatula discors
- Чирянка руда, Spatula cyanoptera
- Свищ євразійський, Mareca penelope (H)
- Свищ американський, Mareca americana
- Шилохвіст білощокий, Anas bahamensis
- Шилохвіст північний, Anas acuta
- Чирянка американська, Anas carolinensis (V)
- Чирянка андійська, Anas andium
- Чернь червоноока, Netta erythrophthalma
- Чернь канадська, Aythya collaris
- Чернь американська, Aythya affinis
- Савка маскова, Nomonyx dominicus

## Куроподібні(Galliformes)
Родина: Краксові (Cracidae)
- Пенелопа світлоголова, Penelope argyrotis
- Пенелопа андійська, Penelope montagnii
- Пенелопа гаянська, Penelope marail
- Пенелопа амазонійська, Penelope jacquacu
- Пенелопа чубата, Penelope purpurascens
- Абурі-крикун білоголовий, Pipile cumanensis
- Абурі, Aburria aburri
- Чачалака рудогуза, Ortalis ruficauda
- Чачалака мала, Ortalis motmot
- Гоко, Nothocrax urumutum
- Кракс венесуельський, Crax daubentoni
- Кракс тонкодзьобий, Crax alector
- Міту малий, Mitu tomentosum
- Кракс-рогань північний, Pauxi pauxi

Родина: Токрові (Odontophoridae)
- Перепелиця чубата, Colinus cristatus
- Токро гвіанський, Odontophorus gujanensis
- Токро чорнолобий, Odontophorus atrifrons
- Токро венесуельський, Odontophorus columbianus (E)

## Фламінгоподібні(Phoenicopteriformes)
Родина: Фламінгові (Phoenicopteridae)
- Фламінго червоний, Phoenicopterus ruber

## Пірникозоподібні(Podicipediformes)
Родина: Пірникозові (Podicipedidae)
- Пірникоза домініканська, Tachybaptus dominicus
- Пірникоза рябодзьоба, Podilymbus podiceps

## Голубоподібні(Columbiformes)
Родина: Голубові (Columbidae)
- Голуб сизий, Columba livia (I)
- Голуб карибський, Patagioenas leucocephala (V)
- Голуб строкатий, Patagioenas speciosa
- Голуб пурпуровошиїй, Patagioenas squamosa
- Голуб білокрилий, Patagioenas corensis
- Голуб каліфорнійський, Patagioenas fasciata
- Голуб рожевошиїй, Patagioenas cayennensis
- Голуб сірошиїй, Patagioenas plumbea
- Голуб коста-риканський, Patagioenas subvinacea
- Голубок бурий, Geotrygon montana
- Голубок фіолетовий, Geotrygon violacea
- Горличка білолоба, Leptotila verreauxi
- Горличка сіроголова, Leptotila rufaxilla
- Голубок колумбійський, Zentrygon linearis
- Zenaida asiatica(інші мови) (V)
- Zenaida auriculata(інші мови)
- Талпакоті сірий, Claravis pretiosa
- Paraclaravis mondetoura(інші мови)
- Талпакоті строкатоголовий, Columbina passerina
- Талпакоті малий, Columbina minuta
- Талпакоті коричневий, Columbina talpacoti
- Горличка-інка бразильська, Columbina squammata

## Зозулеподібні(Cuculiformes)
Родина: Зозулеві (Cuculidae)
- Ані великий, Crotophaga major
- Ані товстодзьобий, Crotophaga ani
- Ані малий, Crotophaga sulcirostris
- Тахете, Tapera naevia
- Таязура-клинохвіст велика, Dromococcyx phasianellus
- Таязура-клинохвіст мала, Dromococcyx pavoninus
- Таязура чорнодзьоба, Neomorphus rufipennis
- Піая мала, Coccycua minuta
- Кукліло карликовий, Coccycua pumila
- Піая велика, Piaya cayana
- Піая червонодзьоба, Piaya melanogaster
- Кукліло бурий, Coccyzus melacoryphus
- Кукліло північний, Coccyzus americanus
- Кукліло білочеревий, Coccyzus euleri
- Кукліло мангровий, Coccyzus minor
- Кукліло чорнодзьобий, Coccyzus erythropthalmus
- Кукліло рудий, Coccyzus lansbergi

## Дрімлюгоподібні(Caprimulgiformes)
Родина: Гуахарові (Steatornithidae)
- Гуахаро, Steatornis caripensis

Родина: Потуєві (Nyctibiidae)
- Поту великий, Nyctibius grandis
- Поту довгохвостий, Nyctibius aethereus
- Поту малий, Nyctibius griseus
- Поту гірський, Nyctibius maculosus
- Поту білокрилий, Nyctibius leucopterus
- Поту рудий, Nyctibius bracteatus

Родина: Дрімлюгові (Caprimulgidae)
- Накунда, Chordeiles nacunda
- Анаперо карликовий, Chordeiles pusillus
- Анаперо блідий, Chordeiles rupestris
- Анаперо малий, Chordeiles acutipennis
- Анаперо віргінський, Chordeiles minor
- Анаперо антильський, Chordeiles gundlachii (V)
- Анаперо-довгокрил бурий, Lurocalis semitorquatus
- Анаперо-довгокрил рудочеревий, Lurocalis rufiventris
- Анаперо смугастохвостий, Nyctiprogne leucopyga
- Дрімлюга траурний, Nyctipolus nigrescens
- Дрімлюга довгодзьобий, Systellura longirostris
- Пораке рудощокий, Nyctidromus albicollis
- Дрімлюга-лірохвіст рудошиїй, Uropsalis lyra
- Дрімлюга колумбійський, Setopagis heterura
- Дрімлюга венесуельський, Setopagis whitelyi
- Дрімлюга білохвостий, Hydropsalis cayennensis
- Дрімлюга світлобровий, Hydropsalis maculicaudus
- Дрімлюга-вилохвіст колумбійський, Hydropsalis climacocerca
- Дрімлюга каролінський, Antrostomus carolinensis
- Дрімлюга рудий, Antrostomus rufus

## Серпокрильцеподібні(Apodiformes)
Родина: Серпокрильцеві (Apodidae)
- Свіфт плямистолобий, Cypseloides cherriei
- Свіфт нікарагуанський, Cypseloides cryptus
- Свіфт рудошиїй, Streptoprocne rutila
- Свіфт венесуельський, Streptoprocne phelpsi
- Свіфт болівійський, Streptoprocne zonaris
- Голкохвіст сірогузий, Chaetura cinereiventris
- Голкохвіст анапайський, Chaetura spinicaudus
- Голкохвіст східний, Chaetura pelagica
- Голкохвіст сірочеревий, Chaetura vauxi
- Голкохвіст колумбійський, Chaetura chapmani
- Голкохвіст темночеревий, Chaetura andrei
- Голкохвіст південний, Chaetura meridionalis (H)
- Голкохвіст вохристогузий, Chaetura brachyura
- Серпокрилець гірський, Aeronautes montivagus
- Серпокрилець-крихітка колумбійський, Tachornis furcata
- Серпокрилець-крихітка неотропічний, Tachornis squamata
- Серпокрилець-вилохвіст малий, Panyptila cayennensis

Родина: Колібрієві (Trochilidae)
- Колібрі-топаз малиновий, Topaza pella
- Колібрі-топаз вогнистий, Topaza pyra
- Колібрі-якобін синьоголовий, Florisuga mellivora
- Ерміт-серподзьоб темнохвостий, Eutoxeres aquila
- Ерміт-самітник бразильський, Glaucis hirsutus
- Ерміт смугастохвостий, Threnetes ruckeri
- Ерміт світлохвостий, Threnetes leucurus
- Ерміт гаянський, Phaethornis rupurumii
- Ерміт тринідадський, Phaethornis longuemareus
- Ерміт чагарниковий, Phaethornis striigularis
- Ерміт сірогорлий, Phaethornis griseogularis
- Ерміт рудий, Phaethornis ruber
- Ерміт сіроволий, Phaethornis augusti
- Ерміт світлочеревий, Phaethornis anthophilus
- Ерміт сірогузий, Phaethornis hispidus
- Ерміт зелений, Phaethornis guy
- Ерміт прямодзьобий, Phaethornis bourcieri
- Ерміт мексиканський, Phaethornis longirostris
- Ерміт венесуельський, Phaethornis superciliosus
- Ерміт довгодзьобий, Phaethornis malaris
- Колібрі-довгодзьоб зеленолобий, Doryfera ludovicae
- Колібрі-довгодзьоб синьолобий, Doryfera johannae
- Колібрі-капуцин клинодзьобий, Schistes geoffroyi
- Колібрі бурий, Colibri delphinae
- Колібрі іскристий, Colibri cyanotus
- Колібрі синьочеревий, Colibri coruscans
- Колібрі-фея зеленолобий, Heliothryx auritus
- Колібрі-зеленохвіст золотистий, Polytmus guainumbi
- Колібрі-зеленохвіст тепуйський, Polytmus milleri (E)
- Колібрі-зеленохвіст гвіанський, Polytmus theresiae
- Колібрі-манго шилодзьобий, Avocettula recurvirostris
- Колібрі-рубін, Chrysolampis mosquitus
- Колібрі-манго зеленогорлий, Anthracothorax viridigula
- Колібрі-манго зеленогрудий, Anthracothorax prevostii
- Колібрі-манго чорногорлий, Anthracothorax nigricollis
- Колібрі-німфа золотогорлий, Heliangelus mavors
- Колібрі-німфа колумбійський, Heliangelus clarisse
- Колібрі-німфа меридський, Heliangelus spencei (E)
- Колібрі-голкохвіст чорногрудий, Discosura langsdorffi
- Рабудито, Discosura longicaudus
- Колібрі-кокетка золотовусий, Lophornis ornatus
- Колібрі-кокетка плямисточубий, Lophornis stictolophus
- Lophornis verreauxii
- Колібрі-кокетка зеленовусий, Lophornis pavoninus
- Колібрі плямистоволий, Adelomyia melanogenys
- Колібрі-сильф королівський, Aglaiocercus kingii
- Колібрі-сильф венесуельський, Aglaiocercus berlepschi (E)
- Колібрі-короткодзьоб пурпуровий, Ramphomicron microrhynchum
- Колібрі-тонкодзьоб бронзовий, Chalcostigma heteropogon
- Колібрі венесуельський, Oxypogon lindenii (E)
- Колібрі-барвограй зеленогорлий, Metallura tyrianthina
- Колібрі-барвограй золотистий, Metallura iracunda
- Еріон фіолетовогорлий, Eriocnemis vestita
- Еріон золотогрудий, Eriocnemis cupreoventris
- Колібрі-інка бронзовий, Coeligena coeligena
- Колібрі-інка біловолий, Coeligena torquata
- Колібрі-інка золоточеревий, Coeligena bonapartei
- Колібрі-інка рожевочеревий, Coeligena helianthea
- Колібрі гірський, Lafresnaya lafresnayi
- Колібрі-списодзьоб, Ensifera ensifera
- Колібрі блакитнокрилий, Pterophanes cyanopterus (H)
- Колібрі-коронет зелений, Boissonneaua flavescens
- Колібрі-пухоніг віхтьохвостий, Ocreatus underwoodii
- Колібрі-діамант венесуельський, Heliodoxa xanthogonys
- Колібрі-діамант золотистий, Heliodoxa aurescens
- Колібрі-діамант фіолетоволобий, Heliodoxa leadbeateri
- Колібрі аметистововолий, Sternoclyta cyanopectus
- Колібрі-німфа лісовий, Hylonympha macrocerca (E)
- Колібрі-ангел синьоголовий, Heliomaster longirostris
- Колібрі-іскринка рубіновогорлий, Chaetocercus heliodor
- Колібрі-іскринка тринідадський, Chaetocercus jourdanii
- Колібрі-аметист білочеревий, Calliphlox amethystina
- Колібрі-смарагд колумбійський, Chlorostilbon gibsoni
- Колібрі-смарагд синьохвостий, Chlorostilbon mellisugus
- Колібрі-смарагд золотохвостий, Chlorostilbon russatus
- Колібрі-смарагд вузькохвостий, Chlorostilbon stenurus
- Колібрі-смарагд венесуельський, Chlorostilbon alice (E)
- Колібрі-смарагд короткохвостий, Chlorostilbon poortmani
- Колібрі сапфіроволобий, Klais guimeti
- Колібрі-шаблекрил сірогрудий, Campylopterus largipennis
- Колібрі-шаблекрил пантепуйський, Campylopterus hyperythrus
- Колібрі-шаблекрил білохвостий, Campylopterus ensipennis
- Колібрі-шаблекрил рудохвостий, Campylopterus falcatus
- Колібрі-шаблекрил гірський, Campylopterus duidae
- Колібрі-білогуз синьохвостий, Chalybura buffonii
- Колібрі-лісовичок фіолетоволобий, Thalurania colombica
- Колібрі-лісовичок буроголовий, Thalurania furcata
- Колібрі вохристий, Leucippus fallax
- Амазилія-берил колумбійська, Saucerottia saucerottei
- Амазилія-берил зеленочерева, Saucerottia viridigaster
- Амазилія-берил тобазька, Saucerottia tobaci
- Цакатл, Amazilia tzacatl
- Агиртрія бразильська, Chrysuronia versicolor
- Колібрі-сапфір золотохвостий, Chrysuronia oenone
- Колібрі-лісовичок зелений, Chrysuronia goudoti
- Агиртрія білогорла, Chrysuronia brevirostris
- Агиртрія прибережна, Chrysuronia leucogaster
- Аріан венесуельський, Chionomesa fimbriata
- Аріан сапфіровогорлий, Chionomesa lactea
- Колібрі-сапфір кактусовий, Hylocharis sapphirina
- Колібрі-сапфір білобородий, Chlorestes cyanus
- Колібрі-смарагд синьогорлий, Chlorestes notata

## Гоациноподібні(Opisthocomiformes)
Родина: Гоацинові (Opisthocomidae)
- Гоацин, Opisthocomus hoazin

## Журавлеподібні(Gruiformes)
Родина: Арамові (Aramidae)
- Арама, Aramus guarauna

Родина: Агамієві (Psophiidae)
- Агамі сірокрилий, Psophia crepitans

Родина: Пастушкові (Rallidae)
- Пастушок-тріскунець, Rallus longirostris
- Пастушок прибережний, Rallus wetmorei (E)
- Султанка американська, Porphyrio martinica
- Султанка жовтодзьоба, Porphyrio flavirostris
- Деркач каєнський, Rufirallus viridis
- Погонич жовтоволий, Laterallus flaviventer
- Погонич венесуельський, Laterallus levraudi (E)
- Погонич оливковий, Laterallus melanophaius
- Погонич білогорлий, Laterallus albigularis
- Погонич амазонійський, Laterallus exilis
- Погонич-пігмей чорний, Coturnicops notatus
- Пастушок венесуельський, Micropygia schomburgkii
- Погонич попелястий, Mustelirallus albicollis
- Пастушок золотодзьобий, Mustelirallus erythrops
- Пастушок строкатий, Pardirallus maculatus
- Пастушок світлогорлий, Pardirallus nigricans
- Пастушок сірошиїй, Aramides cajaneus
- Пастушок гвіанський, Aramides axillaris
- Пастушок бурий, Amaurolimnas concolor
- Погонич каролінський, Porzana carolina
- Курочка латиноамериканська, Gallinula galeata
- Лиска американська, Fulica americana

Родина: Лапчастоногові (Heliornithidae)
- Лапчастоніг неотропічний, Heliornis fulica

## Сивкоподібні(Charadriiformes)
Родина: Сивкові (Charadriidae)
- Сивка американська, Pluvialis dominica
- Сивка морська, Pluvialis squatarola
- Чайка каєнська, Vanellus cayanus
- Чайка чилійська, Vanellus chilensis
- Пісочник крикливий, Charadrius vociferus
- Пісочник канадський, Charadrius semipalmatus
- Пісочник жовтоногий, Charadrius melodus (V)
- Пісочник довгодзьобий, Charadrius wilsonia
- Пісочник пампасовий, Charadrius collaris
- Пісочник американський, Charadrius nivosus

Родина: Куликосорокові (Haematopodidae)
- Кулик-сорока американський, Haematopus palliatus

Родина: Чоботарові (Recurvirostridae)
- Himantopus mexicanus
- Чоботар американський, Recurvirostra americana (H)

Родина: Лежневі (Burhinidae)
- Лежень американський, Burhinus bistriatus

Родина: Баранцеві (Scolopacidae)
- Бартрамія, Bartramia longicauda
- Кульон гудзонський, Numenius hudsonicus
- Кульон американський, Numenius americanus (V)
- Грицик малий, Limosa lapponica (V)
- Грицик канадський, Limosa haemastica
- Грицик чорнохвостий, Limosa fedoa
- Крем'яшник звичайний, Arenaria interpres
- Побережник ісландський, Calidris canutus
- Брижач, Calidris pugnax (H)
- Побережник довгоногий, Calidris himantopus
- Побережник білий, Calidris alba
- Побережник чорногрудий, Calidris alpina (H)
- Побережник канадський, Calidris bairdii (V)
- Побережник-крихітка, Calidris minutilla
- Побережник білогрудий, Calidris fuscicollis
- Жовтоволик, Calidris subruficollis
- Побережник арктичний, Calidris melanotos
- Побережник тундровий, Calidris pusilla
- Побережник аляскинський, Calidris mauri
- Неголь короткодзьобий, Limnodromus griseus
- Неголь довгодзьобий, Limnodromus scolopaceus (V)
- Баранець гірський, Gallinago jamesoni
- Баранець довгодзьобий, Gallinago nobilis
- Баранець-велетень, Gallinago undulata
- Gallinago delicata
- Баранець неотропічний, Gallinago paraguaiae
- Плавунець довгодзьобий, Phalaropus tricolor
- Плавунець круглодзьобий, Phalaropus lobatus (V)
- Набережник плямистий, Actitis macularius
- Коловодник малий, Tringa solitaria
- Коловодник строкатий, Tringa melanoleuca
- Коловодник американський, Tringa semipalmata
- Коловодник жовтоногий, Tringa flavipes

Родина: Яканові (Jacanidae)
- Якана червонолоба, Jacana jacana

Родина: Поморникові (Stercorariidae)
- Поморник великий, Stercorarius skua (H)
- Поморник антарктичний, Stercorarius maccormicki (V)
- Поморник середній, Stercorarius pomarinus
- Поморник короткохвостий, Stercorarius parasiticus
- Поморник довгохвостий, Stercorarius longicaudus (H)

Родина: Мартинові (Laridae)
- Мартин трипалий, Rissa tridactyla (V)
- Мартин звичайний, Chroicocephalus ridibundus
- Leucophaeus atricilla
- Мартин ставковий, Leucophaeus pipixcan (V)
- Мартин делаверський, Larus delawarensis (V)
- Мартин домініканський, Larus dominicanus (V)
- Мартин чорнокрилий, Larus fuscus (V)
- Мартин американський, Larus smithsonianus (V)
- Крячок бурий, Anous stolidus
- Крячок атоловий, Anous minutus
- Крячок строкатий, Onychoprion fuscatus
- Крячок бурокрилий, Onychoprion anaethetus
- Крячок карибський, Sternula antillarum
- Крячок амазонський, Sternula superciliaris
- Крячок великодзьобий, Phaetusa simplex
- Крячок чорнодзьобий, Gelochelidon nilotica
- Крячок каспійський, Hydroprogne caspia
- Крячок чорний, Chlidonias niger
- Крячок річковий, Sterna hirundo
- Крячок рожевий, Sterna dougallii
- Крячок рябодзьобий, Thalasseus sandvicensis
- Крячок королівський, Thalasseus maximus
- Водоріз американський, Rynchops niger

## Тіганоподібні(Eurypygiformes)
Родина: Тіганові (Eurypygidae)
- Тігана, Eurypyga helias

## Фаетоноподібні(Phaethontiformes)
Родина: Фаетонові (Phaethontidae)
- Фаетон червонодзьобий, Phaethon aethereus
- Фаетон білохвостий, Phaethon lepturus (H)

## Буревісникоподібні(Procellariiformes)
Родина: Альбатросові (Diomedeidae)
- Альбатрос смугастодзьобий, Thalassarche chlororhynchos (V)

Родина: Океанникові (Oceanitidae)
- Океанник Вільсона, Oceanites oceanicus

Родина: Качуркові (Hydrobatidae)
- Качурка північна, Hydrobates leucorhoa

Родина: Буревісникові (Procellariidae)
- Тайфунник кубинський, Pterodroma hasitata (H)
- Calonectris diomedea (H)
- Буревісник великий, Ardenna gravis
- Буревісник екваторіальний, Puffinus lherminieri

## Лелекоподібні(Ciconiiformes)
Родина: Лелекові (Ciconiidae)
- Магуарі, Ciconia maguari
- Ябіру неотропічний, Jabiru mycteria
- Міктерія, Mycteria americana

## Сулоподібні(Suliformes)
Родина: Фрегатові (Fregatidae)
- Фрегат карибський, Fregata magnificens

Родина: Сулові (Sulidae)
- Сула жовтодзьоба, Sula dactylatra
- Сула червононога, Sula sula
- Сула білочерева, Sula leucogaster

Родина: Змієшийкові (Anhingidae)
- Змієшийка американська, Anhinga anhinga

Родина: Бакланові (Phalacrocoracidae)
- Баклан бразильський, Phalacrocorax brasilianus

## Пеліканоподібні(Pelecaniformes)
Родина: Пеліканові (Pelecanidae)
- Пелікан бурий, Pelecanus occidentalis

Родина: Чаплеві (Ardeidae)
- Бушля рудошия, Tigrisoma lineatum
- Бушля чорношия, Tigrisoma fasciatum
- Агамія, Agamia agami
- Квак широкодзьобий, Cochlearius cochlearius
- Гова, Zebrilus undulatus
- Бугай строкатий, Botaurus pinnatus
- Бугайчик американський, Ixobrychus exilis
- Бугайчик аргентинський, Ixobrychus involucris
- Квак звичайний, Nycticorax nycticorax
- Квак чорногорлий, Nyctanassa violacea
- Чапля зелена, Butorides virescens
- Чапля мангрова, Butorides striata
- Чапля єгипетська, Bubulcus ibis
- Чапля північна, Ardea herodias
- Кокої, Ardea cocoi
- Чепура велика, Ardea alba
- Чапля-свистун, Syrigma sibilatrix
- Чапля неотропічна, Pilherodius pileatus
- Чепура трибарвна, Egretta tricolor
- Чепура рудошия, Egretta rufescens
- Чепура американська, Egretta thula
- Чепура блакитна, Egretta caerulea

Родина: Ібісові (Threskiornithidae)
- Ібіс білий, Eudocimus albus
- Ібіс червоний, Eudocimus ruber
- Коровайка бура, Plegadis falcinellus
- Ібіс-довгохвіст, Cercibis oxycerca
- Ібіс каєнський, Mesembrinibis cayennensis
- Ібіс чорний, Phimosus infuscatus
- Ібіс білокрилий, Theristicus caudatus
- Косар рожевий, Platalea ajaja

## Катартоподібні(Cathartiformes)
Родина: Катартові (Cathartidae)
- Кондор королівський, Sarcoramphus papa
- Кондор андійський, Vultur gryphus
- Урубу, Coragyps atratus
- Катарта червоноголова, Cathartes aura
- Катарта саванова, Cathartes burrovianus
- Катарта лісова, Cathartes melambrotus

## Яструбоподібні(Cathartiformes)
Родина: Скопові (Pandionidae)
- Скопа, Pandion haliaetus

Родина: Яструбові (Accipitridae)
- Шуліка-крихітка, Gampsonyx swainsonii
- Шуліка білохвостий, Elanus leucurus
- Chondrohierax uncinatus(інші мови)
- Шуляк каєнський, Leptodon cayanensis
- Elanoides forficatus(інші мови)
- Гарпія гвіанська, Morphnus guianensis
- Гарпія велика, Harpia harpyja
- Spizaetus tyrannus(інші мови)
- Spizaetus melanoleucus(інші мови)
- Spizaetus ornatus(інші мови)
- Spizaetus isidori(інші мови)
- Канюк-рибалка, Busarellus nigricollis
- Шуліка-слимакоїд червоноокий, Rostrhamus sociabilis
- Helicolestes hamatus(інші мови)
- Harpagus bidentatus(інші мови)
- Harpagus diodon(інші мови) (V)
- Ictinia mississippiensis(інші мови) (V)
- Ictinia plumbea(інші мови)
- Лунь американський, Circus hudsonius
- Circus buffoni(інші мови)
- Яструб сірочеревий, Accipiter poliogaster
- Яструб-крихітка, Accipiter superciliosus
- Яструб венесуельський, Accipiter collaris
- Яструб неоарктичний, Accipiter striatus
- Яструб неотропічний, Accipiter bicolor
- Geranospiza caerulescens(інші мови)
- Buteogallus schistaceus(інші мови)
- Buteogallus anthracinus(інші мови)
- Buteogallus aequinoctialis(інші мови)
- Buteogallus meridionalis(інші мови)
- Buteogallus urubitinga(інші мови)
- Buteogallus solitarius(інші мови)
- Канюк великодзьобий, Rupornis magnirostris
- Канюк пустельний, Parabuteo unicinctus
- Parabuteo leucorrhous(інші мови)
- Канюк білохвостий, Geranoaetus albicaudatus
- Агуя, Geranoaetus melanoleucus
- Pseudastur albicollis(інші мови)
- Канюк жовтодзьобий, Leucopternis melanops
- Buteo nitidus(інші мови)
- Канюк ширококрилий, Buteo platypterus
- Buteo albigula(інші мови)
- Buteo brachyurus(інші мови)
- Канюк прерієвий, Buteo swainsoni
- Buteo albonotatus(інші мови)

## Совоподібні(Strigiformes)
Родина: Сипухові (Tytonidae)
- Сипуха крапчаста, Tyto alba

Родина: Совові (Strigidae)
- Сплюшка білогорла, Megascops albogularis
- Сплюшка неотропічна, Megascops choliba
- Сплюшка андійська, Megascops ingens
- Сплюшка еквадорська, Megascops petersoni
- Сплюшка нагірна, Megascops roraimae
- Сплюшка амазонійська, Megascops watsonii
- Сова-рогань бура, Lophostrix cristata
- Сова вохристочерева, Pulsatrix perspicillata
- Пугач віргінський, Bubo virginianus
- Сова-лісовик бура, Ciccaba virgata
- Сова-лісовик строката, Ciccaba nigrolineata
- Сова-лісовик смугаста, Ciccaba huhula
- Сова-лісовик руда, Ciccaba albitarsis
- Сичик-горобець андійський, Glaucidium jardinii
- Сичик-горобець бразильський, Glaucidium hardyi
- Сичик-горобець рудий, Glaucidium brasilianum
- Сич американський, Athene cunicularia
- Сич вохристолобий, Aegolius harrisii
- Сова-крикун, Asio clamator
- Сова темна, Asio stygius
- Сова болотяна, Asio flammeus

## Трогоноподібні(Trogoniformes)
Родина: Трогонові (Trogonidae)
- Квезал червонодзьобий, Pharomachrus pavoninus
- Квезал андійський, Pharomachrus auriceps
- Квезал венесуельський, Pharomachrus fulgidus
- Квезал чубатолобий, Pharomachrus antisianus
- Трогон чорнохвостий, Trogon melanurus
- Трогон синьоволий, Trogon viridis
- Трогон синьоголовий, Trogon caligatus
- Трогон амазонійський, Trogon ramonianus
- Трогон фіолетововолий, Trogon violaceus
- Трогон жовтогрудий, Trogon rufus
- Трогон темноволий, Trogon collaris
- Трогон масковий, Trogon personatus

## Сиворакшоподібні(Coraciiformes)
Родина: Момотові (Momotidae)
- Момот іржасточеревий, Momotus subrufescens
- Момот чорнощокий, Momotus momota

Родина: Рибалочкові (Alcedinidae)
- Рибалочка-чубань неотропічний, Megaceryle torquata
- Рибалочка-чубань північний, Megaceryle alcyon
- Рибалочка амазонійський, Chloroceryle amazona
- Рибалочка карликовий, Chloroceryle aenea
- Рибалочка зелений, Chloroceryle americana
- Рибалочка рудогрудий, Chloroceryle inda

## Дятлоподібні(Piciformes)
Родина: Якамарові (Galbulidae)
- Якамара бура, Brachygalba lugubris
- Якамара смугастогруда, Brachygalba goeringi
- Якамара жовтодзьоба, Galbula albirostris
- Якамара рудохвоста, Galbula ruficauda
- Якамара зелена, Galbula galbula
- Якамара білочерева, Galbula leucogastra
- Якамара турмалінова, Galbula dea
- Якамара велика, Jacamerops aureus

Родина: Лінивкові (Bucconidae)
- Лінивка-строкатка білошия, Notharchus hyperrhynchus
- Лінивка-строкатка великодзьоба, Notharchus macrorhynchos
- Лінивка-строкатка буровола, Notharchus ordii
- Лінивка-строкатка маскова, Notharchus tectus
- Лінивка довгопала, Bucco macrodactylus
- Лінивка плямистогруда, Bucco tamatia
- Лінивка рудоголова, Bucco capensis
- Лінивка-жовтоок рудогорла, Hypnelus ruficollis
- Таматія світлогруда, Malacoptila fusca
- Таматія біловуса, Malacoptila mystacalis
- Лінивка-коротун сіроголова, Nonnula rubecula
- Лінивка-чорнопер білоплеча, Monasa atra
- Лінивка-чорнопер білолоба, Monasa morphoeus
- Лінивка ластівкова, Chelidoptera tenebrosa

Родина: Бородаткові (Capitonidae)
- Бородатка червоногорла, Capito niger
- Бородатка золотиста, Capito auratus
- Евбуко андійський, Eubucco bourcierii

Родина: Туканові (Ramphastidae)
- Тукан жовтошиїй, Ramphastos ambiguus
- Тукан червонодзьобий, Ramphastos tucanus
- Тукан жовтогорлий, Ramphastos sulfuratus
- Тукан чорнодзьобий, Ramphastos vitellinus
- Тукан білогорлий, Aulacorhynchus albivitta
- Тукан блакитнощокий, Aulacorhynchus sulcatus
- Тукан тепуйський, Aulacorhynchus whitelianus
- Тукан червоногузий, Aulacorhynchus haematopygus
- Андигена білощока, Andigena nigrirostris
- Тукан гвіанський, Selenidera piperivora
- Тукан колумбійський, Selenidera nattereri
- Аракарі чорноголовий, Pteroglossus viridis
- Аракарі плямистоволий, Pteroglossus torquatus
- Аракарі чорношиїй, Pteroglossus aracari
- Аракарі смугастоволий, Pteroglossus pluricinctus
- Аракарі чорногрудий, Pteroglossus azara

Родина: Дятлові (Picidae)
- Добаш ориноцький, Picumnus pumilus
- Добаш малий, Picumnus exilis
- Добаш венесуельський, Picumnus nigropunctatus (Е)
- Добаш колумбійський, Picumnus squamulatus
- Добаш світлочеревий, Picumnus spilogaster
- Добаш оливковий, Picumnus olivaceus
- Добаш каштановий, Picumnus cinnamomeus
- Melanerpes cruentatus(інші мови)
- Melanerpes rubricapillus(інші мови)
- Dryobates fumigatus(інші мови)
- Дзьоган червоногузий, Veniliornis kirkii
- Дзьоган гаянський, Veniliornis cassini
- Дзьоган малий, Veniliornis passerinus
- Дзьоган жовточеревий, Veniliornis dignus
- Дзьоган червонокрилий, Veniliornis affinis
- Campephilus pollens(інші мови)
- Campephilus rubricollis(інші мови)
- Campephilus melanoleucos(інші мови)
- Dryocopus lineatus(інші мови)
- Celeus torquatus(інші мови)
- Celeus grammicus(інші мови)
- Celeus undatus(інші мови)
- Celeus flavus(інші мови)
- Celeus elegans(інші мови)
- Дятел-смугань жовтогорлий, Piculus flavigula
- Дятел-смугань жовтовусий, Piculus chrysochloros
- Colaptes rubiginosus(інші мови)
- Colaptes rivolii(інші мови)
- Colaptes punctigula(інші мови)

## Соколоподібні(Falconiformes)
Родина: Соколові (Falconidae)
- Макагуа, Herpetotheres cachinnans
- Рарія бразильська, Micrastur ruficollis
- Рарія венесуельська, Micrastur gilvicollis
- Рарія білочерева, Micrastur mirandollei
- Рарія білошия, Micrastur semitorquatus
- Рарія амазонійська, Micrastur buckleyi (H)
- Каракара аргентинська, Caracara plancus
- Каракара червоногорла (Ibycter americanus)
- Каракара чорна, Daptrius ater
- Хімахіма, Milvago chimachima
- Боривітер американський, Falco sparverius
- Підсоколик малий, Falco columbarius
- Підсоколик смугастогрудий, Falco rufigularis
- Підсоколик рудогрудий, Falco deiroleucus
- Сокіл мексиканський, Falco femoralis
- Сапсан, Falco peregrinus

## Папугоподібні(Psittaciformes)
Родина: Psittaculidae
- Папуга Крамера, Psittacula krameri (I)

Родина: Папугові (Psittacidae)
- Папуга строкатий, Touit batavicus
- Папуга синьокрилий, Touit huetii
- Папуга синьолобий, Touit dilectissimus
- Папуга бразильський, Touit purpuratus
- Катіта панамський, Bolborhynchus lineola
- Тепуї венесуельський, Nannopsittaca panychlora
- Тіріка буроплечий, Brotogeris jugularis
- Тіріка синьокрилий, Brotogeris cyanoptera
- Тіріка жовтокрилий, Brotogeris chrysoptera
- Амазон-карлик вогнистоголовий, Hapalopsittaca amazonina
- Каїка золотоголовий, Pyrilia pyrilia
- Каїка жовтощокий, Pyrilia barrabandi
- Каїка чорноголовий, Pyrilia caica
- Папуга-червоногуз брунатний, Pionus fuscus
- Папуга-червоногуз зеленоголовий, Pionus sordidus
- Папуга-червоногуз пурпурововолий, Pionus seniloides
- Папуга-червоногуз синьоголовий, Pionus menstruus
- Папуга-червоногуз бронзовокрилий, Pionus chalcopterus
- Амазон червонолобий, Amazona festiva
- Амазон жовтощокий, Amazona autumnalis
- Амазон синьощокий, Amazona dufresniana
- Амазон тринідадський, Amazona ochrocephala
- Амазон жовтоплечий, Amazona barbadensis
- Амазон жовтолобий, Amazona farinosa
- Амазон венесуельський, Amazona amazonica
- Амазон андійський, Amazona mercenarius
- Папуга-горобець темнодзьобий, Forpus modestus
- Папуга-горобець панамський, Forpus conspicillatus
- Папуга-горобець гвіанський, Forpus passerinus
- Папуга-білочеревець чорноголовий, Pionites melanocephalus
- Папуга білолобий, Deroptyus accipitrinus
- Котора синьолобий, Pyrrhura picta
- Котора каракаський, Pyrrhura emma (E)
- Котора гаянський, Pyrrhura egregia
- Котора темнохвостий, Pyrrhura melanura
- Котора венесуельський, Pyrrhura hoematotis (E)
- Котора червоноголовий, Pyrrhura rhodocephala (E)
- Аратинга рудоволий, Eupsittula pertinax
- Ара жовтощокий, Orthopsittaca manilatus
- Араурана, Ara ararauna
- Ара синьокрилий, Ara severus
- Ара зелений, Ara militaris
- Араканга, Ara macao
- Ара червоно-зелений, Ara chloropterus
- Аратинга синьолобий, Thectocercus acuticaudatus
- Ара червоноплечий, Diopsittaca nobilis
- Аратинга колумбійський, Psittacara wagleri
- Аратинга венесуельський, Psittacara leucophthalmus

## Горобцеподібні(Passeriformes)
Родина: Сорокушові (Thamnophilidae)
- Мурахолюб рудогузий, Euchrepomis callinota
- Мурахолюб червоногузий, Euchrepomis spodioptila
- Колючник смугастий, Cymbilaimus lineatus
- Кущівник-чубань східний, Frederickena viridis
- Тараба, Taraba major
- Сорокуш-малюк північний, Sakesphorus canadensis
- Сорокуш смугастий, Thamnophilus doliatus
- Сорокуш смугасточеревий, Thamnophilus multistriatus
- Сорокуш низинний, Thamnophilus atrinucha
- Сорокуш сріблястий, Thamnophilus murinus
- Сорокуш сірочеревий, Thamnophilus nigrocinereus
- Сорокуш плямистий, Thamnophilus punctatus
- Сорокуш білоплечий, Thamnophilus aethiops
- Сорокуш-малюк чорноволий, Thamnophilus melanonotus
- Сорокуш амазонійський, Thamnophilus amazonicus
- Сорокуш венесуельський, Thamnophilus insignis
- Кущівник перлистий, Megastictus margaritatus
- Clytoctantes alixii(інші мови)
- Кущівник рудий, Thamnistes anabatinus
- Батарито лісовий, Dysithamnus mentalis
- Батарито строкатоволий, Dysithamnus leucostictus
- Кущівник сірий, Thamnomanes ardesiacus
- Кущівник шиферний, Thamnomanes caesius
- Кадук рудочеревий, Isleria guttata
- Кущівник-тонкодзьоб, Pygiptila stellaris
- Кадук блідий, Epinecrophylla gutturalis
- Кадук перуанський, Epinecrophylla haematonota
- Кадук карликовий, Myrmotherula brachyura
- Кадук жовтогорлий, Myrmotherula ambigua
- Кадук смугастий, Myrmotherula surinamensis
- Кадук чагарниковий, Myrmotherula multostriata
- Кадук венесуельський, Myrmotherula cherriei
- Кадук білобокий, Myrmotherula axillaris
- Кадук темноволий, Myrmotherula schisticolor
- Кадук амазонійський, Myrmotherula longipennis
- Кадук чорногрудий, Myrmotherula behni
- Кадук сивий, Myrmotherula menetriesii
- Кадук жовтосмугий, Dichrozona cincta
- Каатинга сива, Herpsilochmus sticturus
- Каатинга гвіанська, Herpsilochmus stictocephalus
- Каатинга сіра, Herpsilochmus dorsimaculatus
- Каатинга попеляста, Herpsilochmus roraimae
- Herpsilochmus frater
- Рестинга бура, Formicivora grisea
- Рестинга строкатокрила, Formicivora intermedia
- Тілугі венесуельський, Drymophila klagesi
- Мурав'янка-прудкокрил співоча, Hypocnemis cantator
- Мурав'янка-прудкокрил рудобока, Hypocnemis flavescens
- Ману тирановий, Cercomacroides tyrannina
- Ману сірий, Cercomacra cinerascens
- Ману панамський, Cercomacra nigricans
- Гормігуеро білобровий, Myrmoborus leucophrys
- Гормігуеро чорнощокий, Myrmoborus myotherinus
- Мурав'янка-струмовик північна, Hypocnemoides melanopogon
- Аляпі сріблястий, Sclateria naevia
- Аляпі рудоголовий, Percnostola rufifrons
- Покривник чорний, Percnostola immaculata
- Аляпі рораїманський, Myrmelastes saturatus
- Аляпі плямистокрилий, Myrmelastes leucostigma
- Аляпі венесуельський, Myrmelastes caurensis
- Покривник білочеревий, Myrmeciza longipes
- Покривник магдаленський, Sipia palliata
- Покривник чорнощокий, Myrmoderus ferrugineus
- Покривник сірий, Aprositornis disjuncta
- Покривник чорногорлий, Myrmophylax atrothorax
- Покривник сірочеревий, Ammonastes pelzelni
- Мурав'янка сірочерева, Myrmornis torquata
- Аракура білочуба, Pithys albifrons
- Мурав'янка рудогорла, Gymnopithys rufigula
- Мурав'янка-куцохвіст гвіанська, Hylophylax naevius
- Мурав'янка-куцохвіст цяткована, Hylophylax punctulatus
- Мурав'янка-куцохвіст велика, Willisornis poecilinotus
- Рудоок чорний, Phlegopsis erythroptera

Родина: Grallariidae
- Мурашниця смугаста, Grallaria squamigera
- Мурашниця велика, Grallaria excelsa (E)
- Мурашниця королівська, Grallaria varia
- Мурашниця гватемальська, Grallaria guatimalensis
- Мурашниця венесуельська, Grallaria chthonia (E)
- Мурашниця бура, Grallaria haplonota
- Мурашниця рудоголова, Grallaria ruficapilla
- Мурашниця сірошия, Grallaria griseonucha (E)
- Grallaria saltuensis
- Мурашниця руда, Grallaria rufula
- Мурашниця плямиста, Hylopezus macularius
- Торорої малий, Myrmothera campanisona
- Торорої великий, Myrmothera simplex
- Понгіто строкатий, Grallaricula loricata (E)
- Понгіто рудоголовий, Grallaricula cucullata
- Понгіто рудоволий, Grallaricula ferrugineipectus
- Понгіто сіроголовий, Grallaricula nana
- Понгіто венесуельський, Grallaricula cumanensis (E)

Родина: Галітові (Rhinocryptidae)
- Тапакуло цяткований, Acropternis orthonyx
- Тапакуло довгохвостий, Myornis senilis
- Тапакуло гірський, Scytalopus atratus
- Тапакуло чорний, Scytalopus latrans
- Тапакуло каракаський, Scytalopus caracae (E)
- Тапакуло високогірний, Scytalopus griseicollis
- Scytalopus perijanus
- Тапакуло меридійський, Scytalopus meridanus (E)

Родина: Мурахоловові (Formicariidae)
- Мурахолов рудоголовий, Formicarius colma
- Мурахолов рудошиїй, Formicarius analis
- Мурахолов рудоволий, Formicarius rufipectus
- Товака бурогуза, Chamaeza campanisona
- Товака середня, Chamaeza turdina

Родина: Горнерові (Furnariidae)
- Листовик бурий, Sclerurus obscurior
- Листовик короткодзьобий, Sclerurus rufigularis
- Листовик білогорлий, Sclerurus caudacutus
- Листовик сірогорлий, Sclerurus albigularis
- Дереволаз-довгохвіст малий, Certhiasomus stictolaemus
- Дереволаз оливковий, Sittasomus griseicapillus
- Дереволаз-довгохвіст великий, Deconychura longicauda
- Грімпар великий, Dendrocincla tyrannina
- Грімпар білогорлий, Dendrocincla merula
- Грімпар рудий, Dendrocincla homochroa
- Грімпар сірощокий, Dendrocincla fuliginosa
- Дереволаз-долотодзьоб, Glyphorynchus spirurus
- Дереволаз світлодзьобий, Dendrexetastes rufigula
- Дереволаз білогорлий, Nasica longirostris
- Дереволаз північний, Dendrocolaptes sanctithomae
- Дереволаз підкоришниковий, Dendrocolaptes certhia
- Дереволаз строкатощокий, Dendrocolaptes picumnus
- Дереволаз-червонодзьоб східний, Hylexetastes perrotii
- Дереволаз-міцнодзьоб середній, Xiphocolaptes promeropirhynchus
- Кокоа смугастошиїй, Xiphorhynchus obsoletus
- Кокоа леопардовий, Xiphorhynchus pardalotus
- Кокоа колумбійський, Xiphorhynchus ocellatus
- Кокоа північний, Xiphorhynchus susurrans
- Кокоа жовтогорлий, Xiphorhynchus guttatus
- Кокоа андійський, Xiphorhynchus triangularis
- Кокоа світлодзьобий, Dendroplex picus
- Дереволаз-серподзьоб середній, Campylorhamphus trochilirostris
- Дереволаз-серподзьоб амазонійський, Campylorhamphus procurvoides
- Дереволаз-серподзьоб малий, Campylorhamphus pusillus
- Дереволаз строкатоголовий, Lepidocolaptes souleyetii
- Дереволаз гірський, Lepidocolaptes lacrymiger
- Дереволаз дуїданський, Lepidocolaptes duidae
- Дереволаз амазонійський, Lepidocolaptes albolineatus
- Піколезна тонкодзьоба, Xenops tenuirostris
- Піколезна мала, Xenops minutus
- Піколезна руда, Xenops rutilans
- Пальмолаз, Berlepschia rikeri
- Піколезна рудохвоста, Microxenops milleri
- Pseudocolaptes boissonneautii(інші мови)
- Гострохвіст золотавий, Premnornis guttuliger
- Furnarius leucopus(інші мови)
- Потічник, Lochmias nematura
- Трясохвіст білобровий, Cinclodes albidiventris
- Філідор рудочеревий, Philydor pyrrhodes
- Тікотіко гірський, Anabacerthia striaticollis
- Філідор рудохвостий, Anabacerthia ruficaudata
- Філідор-лісовик білогорлий, Syndactyla roraimae
- Філідор золотистий, Syndactyla subalaris
- Філідор оливковий, Syndactyla guttulata (E)
- Філідор золотолобий, Dendroma rufa
- Філідор іржастокрилий, Dendroma erythroptera
- Філідор-лісовик іржастий, Clibanornis rubiginosus
- Птах-гончар строкатий, Thripadectes flammulatus
- Птах-гончар смугастий, Thripadectes holostictus
- Птах-гончар еквадорський, Thripadectes virgaticeps
- Філідор-лісовик рудочеревий, Automolus rufipileatus
- Філідор-лісовик вохристогорлий, Automolus ochrolaemus
- Філідор рископерий, Automolus subulatus
- Філідор-лісовик бурочеревий, Automolus infuscatus
- Гострохвіст рудогорлий, Premnoplex brunnescens
- Гострохвіст білогорлий, Premnoplex tatei (E)
- Щетинкохвіст перлистий, Margarornis squamiger
- Сікора андійська, Leptasthenura andicola
- М'якохвіст венесуельський, Phacellodomus inornatus
- Пію білобровий, Hellmayrea gularis
- Канастеро скельний, Asthenes wyatti
- Корпуана венесуельська, Asthenes coryi (E)
- Корпуана періянська, Asthenes perijana
- Корпуана білогорла, Asthenes fuliginosa
- Рораїмія, Roraimia adusta
- Кошикороб оріноцький, Thripophaga cherriei
- Кошикороб амакуроанський, Thripophaga amacurensis (E)
- Курутія рудоспинна, Cranioleuca vulpina
- Курутія чубата, Cranioleuca subcristata
- Курутія тепуйська, Cranioleuca demissa
- Cranioleuca hellmayri
- Курутія амазонійська, Cranioleuca gutturata
- Мочарник жовтогорлий, Certhiaxis cinnamomeus
- Пію гаянський, Synallaxis gujanensis
- Пію бурий, Synallaxis macconnelli
- Пію прирічний, Synallaxis beverlyae
- Пію блідий, Synallaxis albescens
- Пію андійський, Synallaxis azarae
- Пію біловусий, Synallaxis candei
- Пію іржастий, Synallaxis unirufa
- Пію чорногорлий, Synallaxis castanea (E)
- Пію смугастоволий, Synallaxis cinnamomea
- Пію темногузий, Synallaxis rutilans

Родина: Манакінові (Pipridae)
- Манакін-стрибун карликовий, Tyranneutes stolzmanni
- Манакін-стрибун крихітний, Tyranneutes virescens
- Манакін-вертун золоточубий, Neopelma chrysocephalum
- Манакін-червононіг гострохвостий, Chiroxiphia lanceolata
- Манакін-червононіг гвіанський, Chiroxiphia pareola
- Манакін золотокрилий, Masius chrysopterus
- Манакін-бородань північний, Corapipo leucorrhoa
- Манакін-бородань бразильський, Corapipo gutturalis
- Манакін оливковий, Xenopipo uniformis
- Манакін чорний, Xenopipo atronitens
- Салтарин синьоголовий, Lepidothrix coronata
- Салтарин венесуельський, Lepidothrix suavissima
- Манакін венесуельський, Heterocercus flavivertex
- Манакін-короткокрил білочеревий, Manacus manacus
- Манакін малиновий, Pipra aureola
- Манакін ниткохвостий, Pipra filicauda
- Манакінчик західний, Machaeropterus striolatus
- Манакінчик пломенистий, Machaeropterus pyrocephalus
- Салтарин білоголовий, Pseudopipra pipra
- Манакін рогатий, Ceratopipra cornuta
- Манакін золотоголовий, Ceratopipra erythrocephala

Родина: Котингові (Cotingidae)
- Плодоїд чорно-зелений, Pipreola riefferii
- Плодоїд смугастий, Pipreola arcuata
- Плодоїд золотоволий, Pipreola aureopectus
- Плодоїд венесуельський, Pipreola formosa (E)
- Плодоїд золотобровий, Pipreola whitelyi
- Плодоїд строкатий, Ampelioides tschudii
- Андець чорний, Ampelion rubrocristatus
- Кармінник східний, Phoenicircus carnifex
- Кармінник західний, Phoenicircus nigricollis
- Гребенечуб гвіанський, Rupicola rupicola
- Гребенечуб андійський, Rupicola peruvianus
- Плодоїд малиновий, Haematoderus militaris (H)
- Плодоїд пурпуровий, Querula purpurata
- Плодоїд рубінововолий, Pyroderus scutatus
- Красочуб білоокий, Cephalopterus ornatus
- Котинга-капуцин, Perissocephalus tricolor
- Котинга венесуельська, Cotinga nattererii
- Котинга пурпурова, Cotinga cotinga
- Котинга бірюзова, Cotinga cayana
- Пига рожевошия, Lipaugus streptophorus
- Пига гаянська, Lipaugus vociferans
- Арапонга біла, Procnias alba
- Арапонга чорнокрила, Procnias averano
- Котинга-білокрил амарантова, Xipholena punicea
- Плодоїд голошиїй, Gymnoderus foetidus

Родина: Бекардові (Tityridae)
- Бекарда чорноголова, Tityra inquisitor
- Бекарда велика, Tityra cayana
- Бекарда маскова, Tityra semifasciata
- Манакін-свистун рудий, Schiffornis major
- Лорон оливковий, Schiffornis olivacea
- Лорон вохристий, Schiffornis stenorhyncha
- Манакін-свистун бурий, Schiffornis turdina
- Аулія сіра, Laniocera hypopyrra
- Котингіта білоброва, Iodopleura isabellae
- Котингіта чорноголова, Iodopleura fusca
- Котингіта смугаста, Laniisoma elegans
- Бекард білоголовий, Xenopsaris albinucha
- Бекард зелений, Pachyramphus viridis
- Бекард смугастий, Pachyramphus versicolor
- Бекард сірий, Pachyramphus rufus
- Бекард іржастий, Pachyramphus cinnamomeus
- Бекард каштановий, Pachyramphus castaneus
- Бекард рябокрилий, Pachyramphus polychopterus
- Бекард строкатий, Pachyramphus albogriseus
- Бекард чорноголовий, Pachyramphus marginatus
- Бекард білочеревий, Pachyramphus surinamus
- Бекард темний, Pachyramphus homochrous
- Бекард рожевогорлий, Pachyramphus minor
- Пікоагудо, Oxyruncus cristatus
- Мухоїд королівський, Onychorhynchus coronatus
- Віялочуб північний, Onychorhynchus mexicanus
- Москверито рудохвостий, Terenotriccus erythrurus
- Тиранка рудовола, Myiobius villosus
- Тиранка світлогорла, Myiobius barbatus
- Тиранка чорнохвоста, Myiobius atricaudus

Родина: Тиранові (Tyrannidae)
- Ірличок оливковий, Piprites chloris
- Москверито рудий, Neopipo cinnamomea
- Лопатодзьоб бурощокий, Platyrinchus saturatus
- Лопатодзьоб білогорлий, Platyrinchus mystaceus
- Лопатодзьоб золотоголовий, Platyrinchus coronatus
- Лопатодзьоб жовточеревий, Platyrinchus flavigularis
- Лопатодзьоб білоголовий, Platyrinchus platyrhynchos
- Каполего рудоголовий, Pseudotriccus ruficeps
- Тиран-щебетун північний, Corythopis torquatus
- Ореджеріто жовтодзьобий, Pogonotriccus poecilotis
- Ореджеріто оливковий, Pogonotriccus chapmani
- Ореджеріто зеленоволий, Pogonotriccus ophthalmicus
- Ореджеріто венесуельський, Pogonotriccus venezuelanus (E)
- Тиранчик гвіанський, Phylloscartes virescens (H)
- Тиранчик чорнолобий, Phylloscartes nigrifrons
- Тиранчик рудобровий, Phylloscartes superciliaris
- Тиранчик жовточеревий, Phylloscartes flaviventris (E)
- Тиранчик-мухолюб оливковий, Mionectes olivaceus
- Тиранчик-мухолюб вохристий, Mionectes oleagineus
- Тиранчик-мухолюб рудогузий, Mionectes macconnelli
- Тиранчик-мухолюб тепуйський, Mionectes roraimae (E)
- Тиран-інка буроголовий, Leptopogon amaurocephalus
- Тиран-інка андійський, Leptopogon superciliaris
- Тиран-інка рудоволий, Leptopogon rufipectus
- Мухолов чорночубий, Taeniotriccus andrei
- Пікоплано оливковий, Rhynchocyclus olivaceus
- Пікоплано рудий, Rhynchocyclus fulvipectus
- Мухоїд світлогорлий, Tolmomyias sulphurescens
- Мухоїд оливковолий, Tolmomyias assimilis
- Мухоїд сіроголовий, Tolmomyias poliocephalus
- Мухоїд жовтий, Tolmomyias flaviventris
- Аруна короткохвоста, Myiornis ecaudatus
- Тиранчик-чубань західний, Lophotriccus pileatus
- Тиранчик-чубань гаянський, Lophotriccus galeatus
- Тиранчик жовтоокий, Atalotriccus pilaris
- Тітіріджі білоокий, Hemitriccus zosterops
- Тітіріджі білочеревий, Hemitriccus margaritaceiventer
- Тітіріджі чорногорлий, Hemitriccus granadensis
- Мухолов рудоголовий, Poecilotriccus ruficeps
- Мухолов рудоволий, Poecilotriccus russatus
- Мухолов сірощокий, Poecilotriccus fumifrons
- Мухолов сизоголовий, Poecilotriccus sylvia
- Мухолов-клинодзьоб плямистий, Todirostrum maculatum
- Мухолов-клинодзьоб сірий, Todirostrum cinereum
- Мухолов-клинодзьоб венесуельський, Todirostrum viridanum (E)
- Todirostrum nigriceps
- Мухолов-клинодзьоб біловусий, Todirostrum pictum
- Hirundinea ferruginea(інші мови)
- Біро коричневий, Pyrrhomyias cinnamomeus
- Тиран-малюк білобровий, Zimmerius petersi (E)
- Тиран-малюк венесуельський, Zimmerius improbus
- Тиран-малюк елегантний, Zimmerius gracilipes
- Тиран-малюк гвіанський, Zimmerius acer
- Тиран-малюк жовтощокий, Zimmerius chrysops
- Тиран-малюк гірський, Zimmerius minimus
- Каландрита мала, Stigmatura napensis
- Інезія тонкодзьоба, Inezia tenuirostris
- Інезія буроголова, Inezia subflava
- Інезія вохристовола, Inezia caudata
- Тиранчик-рудь білочеревий, Euscarthmus meloryphus
- Тиран-карлик буроголовий, Ornithion brunneicapillus
- Тиран-карлик амазонійський, Ornithion inerme
- Тиранчик-тонкодзьоб південний, Camptostoma obsoletum
- Еленія жовточерева, Elaenia flavogaster
- Еленія короткодзьоба, Elaenia parvirostris
- Еленія сіра, Elaenia strepera
- Еленія чубата, Elaenia cristata
- Еленія мала, Elaenia chiriquensis
- Еленія рудоголова, Elaenia ruficeps
- Еленія гірська, Elaenia frantzii
- Еленія тепуйська, Elaenia olivina
- Еленія велика, Elaenia dayi
- Тиран жовтоголовий, Tyrannulus elatus
- Тиранець лісовий, Myiopagis gaimardii
- Тиранець сірий, Myiopagis caniceps
- Олалаї, Myiopagis olallai
- Тиранець суринамський, Myiopagis flavivertex
- Тиранець зелений, Myiopagis viridicata
- Тиранчик жовтий, Capsiempis flaveola
- Тиран-крихітка білолобий, Phyllomyias zeledoni
- Тиран-крихітка венесуельський, Phyllomyias urichi (E)
- Тиран-крихітка темноголовий, Phyllomyias griseiceps
- Тиран-крихітка чорноголовий, Phyllomyias nigrocapillus
- Тиран-крихітка еквадорський, Phyllomyias cinereiceps
- Тиран-крихітка золотогузий, Phyllomyias uropygialis
- Тиранчик бурий, Phaeomyias murina
- Тиранчик-довгохвіст колумбійський, Mecocerculus stictopterus
- Тиранчик-довгохвіст білогорлий, Mecocerculus leucophrys
- Тиранчик-довгохвіст жовточеревий, Mecocerculus minor
- Тачурі-сірочуб темногорлий, Polystictus pectoralis
- Дорадито чубатий, Pseudocolopteryx sclateri
- Тираник сірий, Serpophaga cinerea
- Тираник річковий, Serpophaga hypoleuca
- Торилон довгохвостий, Uromyias agilis
- Атіла південний, Attila phoenicurus
- Атіла амазонійський, Attila cinnamomeus
- Атіла жовточеревий, Attila citriniventris
- Атіла золотогузий, Attila spadiceus
- Тиран-розбійник, Legatus leucophaius
- Тиран-плоскодзьоб малий, Ramphotrigon megacephalum
- Тиран-плоскодзьоб рудохвостий, Ramphotrigon ruficauda
- Pitangus sulphuratus(інші мови)
- Пітанга мала, Philohydor lictor
- Пікабуї, Machetornis rixosa
- Tyrannopsis sulphurea(інші мови)
- Пітанга-великодзьоб, Megarynchus pitangua
- Тиран смугастоволий, Myiodynastes chrysocephalus
- Тиран жовточеревий, Myiodynastes luteiventris (H)
- Тиран смугастий, Myiodynastes maculatus
- Бієнтевіо рудокрилий, Myiozetetes cayanensis
- Бієнтевіо червоноголовий, Myiozetetes similis
- Бієнтевіо сіроголовий, Myiozetetes granadensis
- Бієнтевіо малий, Myiozetetes luteiventris
- Конопа жовтогорла, Conopias parvus
- Конопа оливкова, Conopias trivirgatus
- Конопа жовтоброва, Conopias cinchoneti
- Бієнтевіо венесуельський, Phelpsia inornata
- Empidonomus varius(інші мови)
- Туквіто чорноголовий, Griseotyrannus aurantioatrocristatus
- Тиран білогорлий, Tyrannus albogularis
- Тиран тропічний, Tyrannus melancholicus
- Тиран вилохвостий, Tyrannus savana
- Тиран королівський, Tyrannus tyrannus
- Тиран сірий, Tyrannus dominicensis
- Планідера сіра, Rhytipterna simplex
- Планідера світлочерева, Rhytipterna immunda
- Тиран-свистун білогузий, Sirystes albocinereus
- Копетон темноголовий, Myiarchus tuberculifer
- Копетон неотропічний, Myiarchus swainsoni
- Копетон венесуельський, Myiarchus venezuelensis
- Копетон панамський, Myiarchus panamensis
- Копетон чорнодзьобий, Myiarchus ferox
- Копетон андійський, Myiarchus cephalotes
- Копетон чубатий, Myiarchus crinitus
- Копетон блідий, Myiarchus tyrannulus
- Colonia colonus(інші мови)
- Курета оливкова, Myiophobus flavicans
- Курета руда, Myiophobus roraimae
- Курета іржаста, Myiophobus fasciatus
- Пітайо сірочеревий, Silvicultrix frontalis
- Пітайо жовточеревий, Silvicultrix diadema
- Пітайо темноспинний, Ochthoeca cinnamomeiventris
- Пітайо венесуельський, Ochthoeca nigrita (Е)
- Пітайо рудоволий, Ochthoeca rufipectoralis
- Пітайо іржастий, Ochthoeca fumicolor
- Тиранчик-короткодзьоб північний, Sublegatus arenarum
- Тиранчик-короткодзьоб амазонійський, Sublegatus obscurior
- Pyrocephalus rubinus(інші мови)
- Віюдита ряба, Fluvicola pica
- Віюдита білоголова, Arundinicola leucocephala
- Ада береговий, Knipolegus orenocensis
- Ада рудохвостий, Knipolegus poecilurus
- Ада амазонійський, Knipolegus poecilocercus
- Сатрапа, Satrapa icterophrys
- Кіптявник смугастогорлий, Myiotheretes striaticollis
- Кіптявник іржастий, Myiotheretes fumigatus
- Пітайо річковий, Ochthornis littoralis
- Москверо бурий, Cnemotriccus fuscatus
- Москверо бронзовий, Lathrotriccus euleri
- Sayornis nigricans(інші мови)
- Піві-малюк оливковий, Empidonax virescens
- Піві-малюк вербовий, Empidonax traillii
- Піві-малюк вільховий, Empidonax alnorum
- Піві північний, Contopus cooperi
- Піві сивий, Contopus fumigatus
- Піві бурий, Contopus sordidulus
- Піві лісовий, Contopus virens
- Піві сірий, Contopus cinereus

Родина: Віреонові (Vireonidae)
- Віреон рудобровий, Cyclarhis gujanensis
- Віреончик гвіанський, Hylophilus pectoralis
- Віреончик чагарниковий, Hylophilus flavipes
- Віреончик сірошиїй, Hylophilus semicinereus
- Віреончик буроголовий, Hylophilus brunneiceps
- Віреончик жовтоволий, Hylophilus thoracicus
- Віреон жовтобровий, Vireolanius eximius
- Віреон сіроголовий, Vireolanius leucotis
- Віреончик рудолобий, Tunchiornis ochraceiceps
- Віреончик вохристий, Pachysylvia hypoxantha
- Віреончик вохристощокий, Pachysylvia muscicapina
- Віреончик золотолобий, Pachysylvia aurantiifrons
- Віреончик іржастоголовий, Pachysylvia semibrunnea
- Віреон білоокий, Vireo griseus (H)
- Віреон жовтогорлий, Vireo flavifrons
- Віреончик сірокрилий, Vireo sclateri
- Віреон андійський, Vireo leucophrys
- Віреон червоноокий, Vireo olivaceus
- Віреон білобровий, Vireo chivi
- Віреон білочеревий, Vireo flavoviridis
- Віреон чорновусий, Vireo altiloquus

Родина: Воронові (Corvidae)
- Гагер світлогорлий, Cyanolyca armillata
- Пая гіацинтова, Cyanocorax violaceus
- Пая синьоброва, Cyanocorax affinis
- Пая білощока, Cyanocorax cayanus
- Пая венесуельська, Cyanocorax heilprini
- Пая зелена, Cyanocorax yncas

Родина: Ластівкові (Hirundinidae)
- Ластовиця патагонська, Pygochelidon cyanoleuca
- Ластівка чорношия, Pygochelidon melanoleuca
- Ластівка рудоголова, Alopochelidon fucata
- Ластовиця бурочерева, Orochelidon murina
- Ластовиця рудогорла, Orochelidon flavipes
- Ластівка білосмуга, Atticora fasciata
- Ластівка карликова, Atticora tibialis
- Ластівка пампасова, Stelgidopteryx ruficollis
- Щурик бурий, Progne tapera
- Щурик пурпуровий, Progne subis
- Щурик антильський, Progne dominicensis (V)
- Щурик кубинський, Progne cryptoleuca (V)
- Щурик сірогорлий, Progne chalybea
- Щурик південний, Progne elegans (H)
- Білозорка річкова, Tachycineta bicolor (H)
- Білозорка білокрила, Tachycineta albiventer
- Ластівка берегова, Riparia riparia
- Ластівка сільська, Hirundo rustica
- Ясківка білолоба, Petrochelidon pyrrhonota
- Ясківка печерна, Petrochelidon fulva (V)

Родина: Воловоочкові (Troglodytidae)
- Шпалюшок амазонійський, Microcerculus marginatus
- Шпалюшок каштановий, Microcerculus ustulatus
- Шпалюшок смугокрилий, Microcerculus bambla
- Волоочко співоче, Troglodytes aedon
- Волоочко гірське, Troglodytes solstitialis
- Волоочко венесуельське, Troglodytes rufulus
- Овад річковий, Cistothorus platensis
- Овад венесуельський, Cistothorus meridae (E)
- Різжак венесуельський, Campylorhynchus nuchalis
- Різжак білобровий, Campylorhynchus griseus
- Поплітник смугастощокий, Pheugopedius mystacalis
- Поплітник темнощокий, Pheugopedius coraya
- Поплітник рудоволий, Pheugopedius rutilus
- Поплітник іржастий, Thryophilus rufalbus
- Поплітник амазонійський, Cantorchilus leucotis
- Каштанник андійський, Cinnycerthia unirufa
- Тріщук біловолий, Henicorhina leucosticta
- Тріщук сіроволий, Henicorhina leucophrys
- Тріскопліт рудолобий, Cyphorhinus arada

Родина: Комароловкові (Polioptilidae)
- Комароловка білоброва, Microbates collaris
- Комароловка довгодзьоба, Ramphocaenus melanurus
- Комароловка тропічна, Polioptila plumbea
- Комароловка венесуельська, Polioptila facilis

Родина: Donacobiidae
- Мімик, Donacobius atricapilla

Родина: Пронуркові (Cinclidae)
- Пронурок білоголовий, Cinclus leucocephalus

Родина: Омелюхові (Bombycillidae)
- Омелюх американський, Bombycilla cedrorum (V)

Родина: Дроздові (Turdidae)
- Солітаріо андійський, Myadestes ralloides
- Дрізд-короткодзьоб південний, Catharus aurantiirostris
- Дрізд-короткодзьоб сірий, Catharus fuscater
- Дрізд-короткодзьоб андійський, Catharus maculatus
- Дрізд-короткодзьоб бурий, Catharus fuscescens
- Дрізд-короткодзьоб малий, Catharus minimus
- Дрізд-короткодзьоб Свенсона, Catharus ustulatus
- Дрізд-самітник, Cichlopsis leucogenys
- Дроздик світлоокий, Turdus leucops
- Дроздик жовтоногий, Turdus flavipes
- Дрізд світлогрудий, Turdus leucomelas
- Дрізд рудий, Turdus fumigatus
- Дрізд голоокий, Turdus nudigenis'
- Дрізд брунатний, Turdus lawrencii
- Дрізд пантепуйський, Turdus murinus
- Дрізд чорнодзьобий, Turdus ignobilis
- Дрізд кампінаський, Turdus arthuri
- Дрізд кордильєрський, Turdus fulviventris
- Дрізд капуциновий, Turdus olivater
- Дрізд великий, Turdus fuscater
- Дрізд андійський, Turdus serranus
- Дрізд білосмугий, Turdus albicollis

Родина: Пересмішникові (Mimidae)
- Пересмішник сивий, Mimus gilvus
- Пересмішник жовтодзьобий, Margarops fuscatus (Знищений)

Родина: Ткачикові (Ploceidae)
- Ткачик великий, Ploceus cucullatus (I)

Родина: Астрильдові (Estrildidae)
- Мунія трибарвна, Lonchura malacca (I)
- Рисівка яванська, Padda oryzivora (I)

Родина: Горобцеві (Passeridae)
- Горобець хатній, Passer domesticus (I)

Родина: Плискові (Motacillidae)
- Щеврик пампасовий, Anthus chii
- Щеврик андійський, Anthus bogotensis

Родина: В'юркові (Fringillidae)
- Spinus spinescens(інші мови)
- Чиж бразильський, Spinus yarrellii (H)
- Чиж червоний, Spinus cucullatus
- Spinus magellanicus(інші мови)
- Чиж жовточеревий, Spinus xanthogastrus
- Чиж малий, Spinus psaltria
- Гутурама темнощока, Chlorophonia cyanocephala
- Органіст синьошиїй, Chlorophonia cyanea
- Органіст чорнобровий, Chlorophonia pyrrhophrys
- Гутурама сіра, Euphonia plumbea
- Гутурама пурпуровоголова, Euphonia chlorotica
- Гутурама гаянська, Euphonia finschi
- Гутурама тринідадська, Euphonia trinitatis
- Гутурама світлогорла, Euphonia chrysopasta
- Гутурама білогуза, Euphonia minuta
- Гутурама фіолетова, Euphonia violacea
- Гутурама західна, Euphonia laniirostris
- Гутурама золотолоба, Euphonia xanthogaster
- Гутурама золотоплеча, Euphonia cayennensis
- Гутурама рудочерева, Euphonia rufiventris

Родина: Rhodinocichlidae
- Кео, Rhodinocichla rosea

Родина: Passerellidae
- Зеленник сивогорлий, Chlorospingus canigularis
- Зеленник мінливобарвний, Chlorospingus flavopectus
- Багновець південний, Ammodramus humeralis
- Багновець жовтощокий, Ammodramus aurifrons
- Риджвея сивоголова, Arremonops conirostris
- Риджвея токуянська, Arremonops tocuyensis
- Тихоголос периджійський, Arremon perijanus
- Тихоголос каракаський, Arremon phygas (E)
- Тихоголос парійський, Arremon phygas (E)
- Тихоголос великий, Arremon assimilis
- Тихоголос золотокрилий, Arremon schlegeli
- Тихоголос амазонійський, Arremon taciturnus
- Заросляк каштановоголовий, Arremon brunneinucha
- Бруант рудошиїй, Zonotrichia capensis
- Пасовка вохриста, Melospiza lincolnii (V)
- Заросляк меридський, Atlapetes meridae (E)
- Заросляк іржастоголовий, Atlapetes personatus
- Заросляк вохристоволий, Atlapetes semirufus
- Заросляк сірогрудий, Atlapetes schistaceus
- Заросляк рудолобий, Atlapetes pallidinucha
- Заросляк периханський, Atlapetes nigrifrons

Родина: Трупіалові (Icteridae)
- Гоглу, Dolichonyx oryzivorus
- Шпаркос східний, Sturnella magna
- Шпаркос савановий, Leistes militaris
- Касик жовтодзьобий, Amblycercus holosericeus
- Конота іржаста, Psarocolius angustifrons
- Конота зелена, Psarocolius viridis
- Шапу, Psarocolius decumanus
- Конота бразильська, Psarocolius bifasciatus
- Касик чорний, Cacicus solitarius
- Касик багряногузий, Cacicus uropygialis
- Касик жовтохвостий, Cacicus cela
- Касик жовтогузий, Cacicus leucoramphus
- Касик червоногузий, Cacicus haemorrhous
- Трупіал венесуельський, Icterus icterus
- Трупіал жовтохвостий, Icterus mesomelas
- Трупіал жовтоплечий, Icterus cayanensis
- Трупіал садовий, Icterus spurius
- Трупіал золотоголовий, Icterus auricapillus
- Трупіал чорнокрилий, Icterus chrysater
- Трупіал балтиморський, Icterus galbula
- Трупіал цитриновий, Icterus nigrogularis
- Вашер великий, Molothrus oryzivorus
- Вашер синій, Molothrus bonariensis
- Гракл карибський, Quiscalus lugubris
- Гракл великохвостий, Quiscalus mexicanus
- Трупіал танагровий, Lampropsar tanagrinus
- Потеліжник, Gymnomystax mexicanus
- Еполетик тепуйський, Macroagelaius imthurni
- Каруг жовтоголовий, Chrysomus icterocephalus

Родина: Піснярові (Parulidae)
- Смугастоволець оливковий, Seiurus aurocapilla
- Пісняр-борсучок, Helmitheros vermivorum (V)
- Смугастоволець річковий, Parkesia noveboracensis
- Смугастоволець білобровий, Parkesia motacilla
- Червоїд золотокрилий (Vermivora chrysoptera)
- Червоїд жовтоголовий, Vermivora cyanoptera (H)
- Пісняр строкатий, Mniotilta varia
- Пісняр жовтий, Protonotaria citrea
- Червоїд світлобровий, Oreothlypis peregrina
- Цитринка сіровола, Oporornis agilis
- Жовтогорлик південний, Geothlypis aequinoctialis
- Цитринка чорновола, Geothlypis philadelphia
- Цитринка жовтогорла, Geothlypis formosa (V)
- Жовтогорлик північний, Geothlypis trichas (V)
- Болотянка чорногорла, Setophaga citrina (V)
- Пісняр горихвістковий, Setophaga ruticilla
- Пісняр-лісовик рудощокий, Setophaga tigrina
- Пісняр-лісовик блакитний, Setophaga cerulea
- Пісняр північний, Setophaga americana (V)
- Пісняр тропічний, Setophaga pitiayumi
- Пісняр-лісовик канадський, Setophaga magnolia (V)
- Пісняр-лісовик каштановий, Setophaga castanea
- Пісняр-лісовик рудоволий, Setophaga fusca
- Пісняр-лісовик золотистий, Setophaga petechia
- Пісняр-лісовик рудобокий, Setophaga pensylvanica
- Пісняр-лісовик білощокий, Setophaga striata
- Пісняр-лісовик сизий, Setophaga caerulescens
- Пісняр-лісовик рудоголовий, Setophaga palmarum (V)
- Пісняр-лісовик жовтогузий, Setophaga coronata (V)
- Пісняр-лісовик чорнощокий, Setophaga dominica (V)
- Пісняр-лісовик чорногорлий, Setophaga virens
- Коронник оливковий, Myiothlypis luteoviridis
- Коронник жовтий, Myiothlypis flaveola
- Коронник чорноголовий, Myiothlypis nigrocristata
- Коронник річковий, Myiothlypis rivularis
- Коронник цитриновий, Myiothlypis bivittata
- Коронник сірогорлий, Myiothlypis cinereicollis
- Коронник сірощокий, Myiothlypis coronata
- Basileuterus delattrii
- Коронник малий, Basileuterus culicivorus
- Коронник смугастоголовий, Basileuterus tristriatus
- Коронник венесуельський, Basileuterus griseiceps (E)
- Болотянка строкатовола, Cardellina canadensis
- Чернітка чорногорла, Myioborus miniatus
- Чернітка білолоба, Myioborus albifrons (E)
- Чернітка золотолоба, Myioborus ornatus
- Чернітка парійська, Myioborus pariae (E)
- Чернітка білощока, Myioborus albifacies (E)
- Чернітка шафранова, Myioborus cardonai (E)
- Чернітка тепуйська, Myioborus castaneocapilla

Родина: Mitrospingidae
- Танагра-потрост оливкова, Mitrospingus oleagineus

Родина: Кардиналові (Cardinalidae)
- Піранга сонцепера, Piranga flava
- Піранга пломениста, Piranga rubra
- Піранга кармінова, Piranga olivacea
- Піранга білокрила, Piranga leucoptera
- Габія кармінова, Habia rubica
- Кардинал-довбоніс жовточеревий, Pheucticus chrysogaster
- Кардинал-довбоніс золоточеревий, Pheucticus aureoventris
- Кардинал-довбоніс червоноволий, Pheucticus ludovicianus
- Гранатела мала, Granatellus pelzelni
- Кардинал південний, Cardinalis phoeniceus
- Кардинал жовточеревий, Caryothraustes canadensis
- Кардинал червоно-чорний, Periporphyrus erythromelas
- Семілеро венесуельський, Amaurospiza carrizalensis (E)
- Лускар сизий, Cyanoloxia cyanoides
- Лускар бірюзовий, Cyanoloxia rothschildii
- Лускар ультрамариновий (Cyanoloxia brissonii)
- Скригнатка синя, Passerina caerulea (V)
- Скригнатка індигова, Passerina cyanea (V)
- Лускун, Spiza americana

Родина: Саякові (Thraupidae)
- Танагра ультрамаринова, Cyanicterus cyanicterus
- Танагрець масковий, Nemosia pileata
- Тангар білоголовий, Sericossypha albocristata
- Плюшівник золотолобий, Catamblyrhynchus diadema
- Саї великий, Chlorophanes spiza
- Танагрик чорнощокий, Hemithraupis guira
- Танагрик жовтогорлий, Hemithraupis flavicollis
- Тамаруго мангровий, Conirostrum bicolor
- Тамаруго рудогузий, Conirostrum speciosum
- Тамаруго білощокий, Conirostrum leucogenys
- Тамаруго чорноголовий, Conirostrum sitticolor
- Тамаруго великий, Conirostrum albifrons
- Тамаруго колумбійський, Conirostrum rufum
- Посвірж лимонний, Sicalis citrina
- Посвірж червонолобий, Sicalis columbiana
- Посвірж золотоголовий, Sicalis flaveola
- Посвірж короткодзьобий, Sicalis luteola
- Вівсянчик сірий, Geospizopsis unicolor
- Насіннєїд великий, Catamenia inornata
- Насіннєїд тонкодзьобий, Catamenia homochroa
- Квіткокол блискотливий, Diglossa lafresnayii
- Квіткокол меридайський, Diglossa gloriosa (E)
- Квіткокол чорний, Diglossa humeralis
- Квіткокол венесуельський, Diglossa venezuelensis (E)
- Квіткокол білобокий, Diglossa albilatera
- Квіткокол сизий, Diglossa duidae
- Квіткокол великий, Diglossa major
- Квіткокол рудочеревий, Diglossa sittoides
- Квіткокол блакитний, Diglossa caerulescens
- Квіткокол масковий, Diglossa cyanea
- Шиферка андійська, Haplospiza rustica
- Якарина, Volatinia jacarina
- Беретник рудочеревий, Creurgops verticalis
- Танагра-жалібниця вогнисточуба, Loriotus cristatus
- Танагра-жалібниця білоплеча, Loriotus luctuosus
- Танагра-жалібниця золоточуба, Tachyphonus surinamus
- Танагра-жалібниця велика, Tachyphonus rufus
- Танагра-жалібниця червоноплеча, Tachyphonus phoenicius
- Танагра сіроголова, Eucometis penicillata
- Червоночубик сірий, Coryphospingus pileatus
- Тапіранга червона, Ramphocelus dimidiatus
- Тапіранга пурпурова, Ramphocelus carbo
- Танагра-сикіт рудогуза, Lanio fulvus
- Танагра-медоїд короткодзьоба, Cyanerpes nitidus
- Танагра-медоїд пурпурова, Cyanerpes caeruleus
- Танагра-медоїд бірюзова, Cyanerpes cyaneus
- Терзина, Tersina viridis
- Цукрист білочеревий, Dacnis albiventris
- Цукрист масковий, Dacnis lineata
- Цукрист жовточеревий, Dacnis flaviventer
- Цукрист блакитний, Dacnis cayana
- Зерноїд острівний, Sporophila bouvronides
- Зерноїд біловусий, Sporophila lineola
- Зерноїд рудочеревий, Sporophila castaneiventris
- Зерноїд малий, Sporophila minuta
- Рисоїд чорноголовий, Sporophila angolensis
- Рисоїд білодзьобий, Sporophila maximiliani
- Рисоїд болотяний, Sporophila crassirostris
- Зерноїд золотодзьобий, Sporophila intermedia
- Sporophila americana
- Вівсянка білошия, Sporophila fringilloides
- Зерноїд чорнорябий, Sporophila luctuosa
- Зерноїд чорнощокий, Sporophila nigricollis
- Зерноїд попелястий, Sporophila schistacea
- Зерноїд сивий, Sporophila plumbea
- Зернолуск великий, Saltator maximus
- Зернолуск рудобокий, Saltator orenocensis
- Saltator olivascens
- Зернолуск смугастоволий, Saltator striatipectus
- Зернолуск білогорлий, Saltator grossus
- Трав'янець гострохвостий, Emberizoides herbicola
- Трав'янець великий, Emberizoides duidae (E)
- Зеленяр чорноголовий, Pseudospingus verticalis
- Зеленник сіроголовий, Cnemoscopus rubrirostris
- Зеленяр венесуельський, Poospiza goeringi (E)
- Зеленяр сіроголовий, Kleinothraupis reyi (E)
- Зеленяр білобровий, Kleinothraupis atropileus
- Зеленяр оливковий, Sphenopsis frontalis
- Зеленяр чорнощокий, Sphenopsis melanotis
- Каптурник золотоголовий, Thlypopsis sordida
- Каптурник рудоголовий, Thlypopsis fulviceps
- Зеленяр світлобровий, Thlypopsis superciliaris
- Цереба, Coereba flaveola
- Потрост золотогорлий, Tiaris olivaceus
- Потрост бурий, Asemospiza obscura
- Потрост чорний, Asemospiza fuliginosa
- Потрост чорноволий, Melanospiza bicolor
- Танагра-білозір чорногорла, Chlorochrysa calliparaea
- Paroaria nigrogenis(інші мови)
- Paroaria gularis(інші мови)
- Тангар чорнощокий, Schistochlamys melanopis
- Тангар строкатий, Cissopis leverianus
- Блакитнар золотоголовий, Iridosornis rufivertex
- Блакитар вохристочеревий, Pipraeidea melanonota
- Блакитнар вохристоволий, Dubusia taeniata
- Андагра сиза, Anisognathus lacrymosus
- Андагра червонощока, Anisognathus igniventris
- Андагра жовтоголова, Anisognathus somptuosus
- Танагра-короткодзьоб гірська, Buthraupis montana
- Танагра-короткодзьоб маскова, Tephrophilus wetmorei
- Саяка синьоголова, Sporathraupis cyanocephala
- Танагра-короткодзьоб чорновола, Cnemathraupis eximia
- Танагра синьокрила, Stilpnia cyanoptera
- Танагра чорноголова, Stilpnia heinei
- Танагра вохриста, Stilpnia cayana
- Танагра чагарникова, Stilpnia vitriolina
- Танагра маскова, Stilpnia nigrocincta
- Танагра блакитношия, Stilpnia cyanicollis
- Танагра синя, Tangara vassorii
- Танагра берилова, Tangara nigroviridis
- Танагра бірюзова, Tangara mexicana
- Танагра зеленоголова, Tangara chilensis
- Танагра червоночерева, Tangara velia
- Гирола, Tangara gyrola
- Танагра венесуельська, Tangara rufigenis (E)
- Танагра жовтоголова, Tangara xanthocephala
- Танагра вогнистощока, Tangara parzudakii
- Танагра золотогруда, Tangara schrankii
- Танагра золота, Tangara arthus
- Саяка блакитна, Thraupis episcopus
- Саяка венесуельська, Thraupis glaucocolpa
- Саяка пальмова, Thraupis palmarum
- Танагра гаянська, Ixothraupis varia
- Танагра цяткована, Ixothraupis guttata
- Танагра жовточерева, Ixothraupis xanthogastra
- Танагра дроздова, Ixothraupis punctata